# Фюрст Бисмарк (броненосен крайцер)
Фюрст Би́смарк (на немски: SMS Fürst Bismarck) е първият броненосен крайцер на Германския императорски военноморски флот от времето на Първата световна война. Проектът е оценен като неудачен и не е продължен. Вместо него е заложен коренно различния „Принц Хайнрих“.

## Проектиране и строеж
При създаването на проекта се отчита, че корабът ще се наложи да служи в колониите, и това, че негови противници могат да се окажат сравнително големи крайцери с бронева защита. За това и крайцерът трябва да има мощна артилерия и добра защита. Поради тези изисквания водоизместимостта на крайцера се оказва доста значителна – само малко по-малка, отколкото на германските броненосци от онова време. Видимо поради това се появява доста разпространената версия за това, че проектът за крайцера се явява леко променено копие на един от немските броненосци. Всъщност това не е така. Проектът е самостоятелно разработен, но тъй като това е броненосен кораб, той не може да няма нещо общто с броненосците.
Още една причина за появата на тази версия е това, че след построяването на „Furst Bismarck“ немското командване се отказва от построяването на големи крайцери за колониите. Следващите крайцери се строят за Северно море, те са с по-малки размери и те по никакъв начин не може да бъдат сравнявани с порастналите броненосци.
„Furst Bismarck“ се оказва „извън общия строй“ на немските броненосни крайцери – и за това чуждестранните специалисти веднага го вписват към разряда на „намалено по мащаб копие на броненосец“, за което способства ниската, съвсем не крайцерска скорост.

## Конструкция
Първият броненосен крайцер разработен за немския флот, Fürst Bismarck е по-голям от крайцерите от типа „Виктория Луизе“ почти в два пъти и има значително по-мощно въоръжение. Той трябва да замени във флота корветата с закрита батарея „Лайпциг“ построен 1874 – 1877 г. Корабът е предназначен за използване в чужбина, в частност за поддръжка на немските колонии в Азия и Тихия океан. Независимо от противодействията на политическата опозиция, новият кораб е утвърден от рейхстага, и е заложен като „Ерзац „Лайпциг““ със заводски №23 на 1 април 1895 г. в държавната корабостроителница в Кил. Fürst Bismarck, наречен в чест на известния немски канцлер Ото фон Бисмарк, влиза в строй на 1 април 1900 г. и струва на хазната 18 945 000 марки.

### Въоръжение
На крайцерът има четири 240 мм оръдия (такива като на броненосците от типа „Кайзер“) в двуоръдейни кули в носовата и кърмовата части, по същество те не се явяват „скорострелни“, макар и да се наричат скорострелни морски оръдия. Оръдията имат ъгъл на възвишение от 30°, ъгъл на снижение -4°. Това им позволява да водят огън на 16 900 м. Боезапасът на главния калибър включва в себе си 78 изстрела на ствол – като сума до 312 снаряда и заряда. Оръдията стрелят с два типа снаряди с еднакво тегло по 140 кг, девайки до един изстрел в минута. Практическата им скорострелност съставлява 2 изстрела за 3 минути. 240 мм оръдия имат еднаква скорострелност с 343 мм оръдия на броненосците от типа „Роял Соверен“, малко по-бавни от 305 мм оръдия на броненосците от типа „Маджестик“ и в 3 пъти по-бавни от 234-мм оръдия на броненосните крайцери от типа „Креси“, които стрелят с по-тежките 172,4 кг снаряди.
Средният калибър съставляват двенадесет 150 мм оръдия, шест от които се намират в каземати, а 6 в кули. Тези оръдия стрелят с бронебойни снаряди със скорострелност около 5 изстрела в минута. На всяко оръдие се падат 120 изстрела, сумарно 1440. Стволовете им се вдигат на 20° и се спускат на -7°. Максималната им далечина на стрелба е 13 700 м. Както и при броненосците от типа „Кайзер“ артилерията на средния калибър става едва ли не главното оръжие на кораба за стрелба по морски цели.
Противоминният калибър съставлява десет 88 мм/30 С89 скорострелни оръдия, разположени в каземати, които правят до 15 изстрела в минута на разстояние до 37,7 каб. (6980 м) и имат ъгъл на възвишение 20°, ъгъл на наклон -10°. Тези оръдия се насочват ръчно.
За въоръжение на десантите партии на крайцера има 297 винтовки Mod. 88 и 80 револвера Mod. 79.
Също така корабът има шест (пет подводни и един надводен) 450 мм торпедни апарата, с общ боекомплект от 16 торпедата C45/91S.

### Брониране
Крайцерът носи броня „Круп“ и е брониран по френската система за брониране „всичко или нищо“. Дебелината на бронята на пояса се променя, както по дължина, така и по височина. Дебелината при долния ръб на пояса е в скоби. Има 200(100) мм пояс при мидъла, 100 мм в носовата част и 100 мм в кърмовата. Плочите на броневия пояс са поставени върху 150-200-мм подложка от тиково дърво и се крепят с гужони. Палубата е покрита с 50 мм броня. Носовата бойна рубка има броня от 200 мм по всички страни и 30 мм на покрива, кърмовата е 100/30. Оръдейните кули на главния калибър са защитени с 200 мм бордова броня и 40 мм покрив. Кулите на средния калибър имат 100 мм бордова броня и 70 мм брониране на покрива. Казематите имат броня 100 мм.

### Силова установка
Три 4-ри цилиндрови парни машини тройно разширение въртя три винта с различен диаметър: средният е трилопастен с ⌀ 4,4 м, двата бордови са трилопастни с ⌀ 4,8 м. При работно налягане на парата от 12 кгс/см², сумарната работа на трите парни машини, брой обороти на вала средно 115 об/мин и изкуствена тяга развиваната от тях мощност трябва да бъде 13 500 к.с. и обезпечавайки скорост от 18,5 възела(18,7).
Цилиндрите на парните машини имат диаметри 940 мм, 1460 мм, 1600 мм и 1600 мм, дължината на хода на буталата е еднаква – 950 мм. Отношението между обемите на цилиндрите: високо: средно: ниско налягане е равно на 1 : 2,41 : 5,79; средно: ниско – 1 : 2,40.
Работното налягане на парата е 12 атм. Общата площ на нагревателната повърхност на котлите се равнява на 3732 м², площта на решетките на огнищата е 91,2 м². Парата се изработва от 12 котела: четири Торникрофт или Шулц с повърхност на нагрева 1620 м² и осем цилиндрични огнетръбни, с повърхност на нагряване от 2112 м².
При изпитанията на мерната миля „Fürst Bismarck“ развива ход 18,7 възела при честота на въртене на гребните валове от 113 об/мин и форсирана мощност 13 622 к.с. (увеличение с 1 %), при разход на въглища 236 т/денонощие.
Нормалният запас гориво е 900 т, максималният – 1400 (1330) т. Далечината на плаване съставлява 4560 мили на ход от 10 възела с максимален запас гориво.
Електроенергията за крайцера се осигурява от пет динамомашини с обща мощност от 325 кВт, при напрежение 110 волта.

## Модернизации
През 1910 г. в държавна корабостроителница започва отдавна планиран основен ремонт и модернизация на кораба. В частност, намалени са ъглите на обстрел на кулите на средния калибър, заменени са с леки предишните мачти; вместо лодъчните кранове са поставени леки товарни стрели, накрая, демонтирана е неоправдалата се рулева рубка. Всички тези работи са прекратени поради започването на войната към 28 ноември 1914 г., като не подобряват неговите бойни качества.
Корабът повече не е привличан към активна служба.

## История на службата
Боксерското въстание в Китай не оставя време за провеждането на пълните изпитания на кораба. На 30 юни 1900 г. крайцерът отплава от Кил за Далечния Изток за усилването на немската Азиатска база, намираща се в Китай. На 30 август „Фюрст Бисмарк“ вече е в Циндао. През 1903 г. на крайцера вдига своя флаг командващият крайцерската ескадра адмирал Хайслер.
През 1907 г. Източната ескадра, освен „Фюрст Бисмарк“, се състои само от двата малки крайцера „Ниобе“ и „Аркона“. Едва през 1909 г, 9 години след плаването в чужбина „Бисмарк“ е отзован в родината когато него в Циндао го сменява „Schamhorst“. Със завръщането си в Кил, на 26 юни 1909 г., корабът е изваден от активния състав на флота.

## Оценка на проекта
„Фюрст Бисмарк“ се оказва „извън редицата“ на немските броненосни крайцери – и за това чуждестранните специалисти веднага го вписват към разряда „намалено копие на броненосец“, макар неговият проект да представлява увеличен и по-мощен крайцер от „Виктория Луизе“.
„Фюрст Бисмарк“ е крайцер само по название, фактически представлявайки слабо променено копие на съответстващия му типа ескадрен броненосец, за който, за да се нарече крайцер, не му достига един важен фактор: превъзходството по скорост над съвременните му броненосци. Болшинството специалисти го считат за броненосец 2-ри ранг, такива като HMS Renown или типа Пересвет, но самите немци го считат за увеличен вариант на крайцерите от типа „Виктория Луизе“.